# Алфёров, Евгений Алексеевич
Евге́ний Алексе́евич Алфёров (31 января 1995, Талдыкорган, Казахстан) — российский футболист, защитник.

## Карьера
Начал карьеру в петербургском «Зените», но, не сумев пробиться в основу клуба, в 2014 году подписал контракт с тульским «Арсеналом», в составе которого выступал за молодёжную команду. В премьер-лиге дебютировал 21 марта 2015 года, когда главный тренер «Арсенала» Дмитрий Аленичев в знак протеста против переноса игры в Москву выставил дублирующий состав против ЦСКА (1:4).
С января 2016 года по июнь 2017 был игроком пензенского «Зенита». В сезоне 2017/18 выступал за подмосковные «Химки» и «Чайку» из посёлка Песчанокопское.
Летом 2018 года вернулся в Санкт-Петербург, выступает за любительские коллективы города и Ленинградской области. С августа 2018 по август 2020 года выступал за футбольный клуб «ВМР ЛО» из Всеволожска, также с декабря 2019 по март 2020 играл в клубе «Дубровка».
С 15 августа 2020 выступает за петербургское «Динамо». Осенью 2020 периодически исполнял роль капитана команды, в декабре став им на постоянной основе. Летом 2021 года был внесён в заявку клуба в ФНЛ-2. Однако, в августе 2021 года получил травму, впоследствии выбыв из основного состава до конца года. К концу первого этапа сезона 2021/22 восстановился от травмы и приступил к тренировкам с командой. На сборах в январе-феврале принимал участие в играх.

## Клубная статистика
По состоянию на 18 августа 2018
| Клуб             | Сезон            | Чемпионат | Чемпионат | Кубок | Кубок | Еврокубки | Еврокубки | Всего | Всего |
| Клуб             | Сезон            | Матчи     | Голы      | Матчи | Голы  | Матчи     | Голы      | Матчи | Голы  |
| ---------------- | ---------------- | --------- | --------- | ----- | ----- | --------- | --------- | ----- | ----- |
| Зенит-2          | 2013/14          | 8         | 0         | 0     | 0     | 0         | 0         | 8     | 0     |
| Зенит-2          | 2014/15          | 2         | 0         | 0     | 0     | 0         | 0         | 2     | 0     |
| Зенит-2          | Итого            | 10        | 0         | 0     | 0     | 0         | 0         | 10    | 0     |
| → Арсенал (Тула) | 2014/15          | 1         | 0         | 0     | 0     | 0         | 0         | 1     | 0     |
| → Арсенал (Тула) | Итого            | 1         | 0         | 0     | 0     | 0         | 0         | 1     | 0     |
| Зенит (Пенза)    | 2015/16          | 7         | 0         | 0     | 0     | 0         | 0         | 7     | 0     |
| Зенит (Пенза)    | 2016/17          | 24        | 4         | 1     | 0     | 0         | 0         | 25    | 4     |
| Зенит (Пенза)    | Итого            | 31        | 4         | 1     | 0     | 0         | 0         | 32    | 4     |
| Химки            | 2017/18          | 8         | 0         | 0     | 0     | 0         | 0         | 8     | 0     |
| Химки            | Итого            | 8         | 0         | 0     | 0     | 0         | 0         | 8     | 0     |
| Чайка            | 2017/18          | 14        | 0         | 4     | 0     | 0         | 0         | 18    | 0     |
| Чайка            | Итого            | 14        | 0         | 4     | 0     | 0         | 0         | 18    | 0     |
| Всего за карьеру | Всего за карьеру | 64        | 4         | 5     | 0     | 0         | 0         | 69    | 5     |

## Личная жизнь
Есть дочь.